# Guesnain
Guesnain är en kommun i departementet Nord i regionen Hauts-de-France i norra Frankrike. Kommunen ligger i kantonen Douai-Sud som tillhör arrondissementet Douai. År 2022 hade Guesnain 4 645 invånare.

## Befolkningsutveckling
Antalet invånare i kommunen Guesnain
| Referens: INSEE |